# Mieliäissuo
Mieliäissuo este o arie protejată (arie specială de conservare — SAC, sit de importanță comunitară — SCI) din Finlanda întinsă pe o suprafață de 170 ha, integral pe uscat.

## Localizare
Centrul sitului Mieliäissuo este situat la coordonatele 60°48′56″N 25°52′09″E / 60.8156°N 25.8692°E.

## Înființare
Situl Mieliäissuo a fost declarat sit de importanță comunitară în august 1998 pentru a proteja un număr necunoscut de specii din flora spontană și fauna sălbatică aflate în arealul zonei. Situl a fost protejat și ca arie specială de conservare în aprilie 2015.

## Biodiversitate
Situată în ecoregiunea boreală, aria protejată conține 3 habitate naturale: Turbării active, Taiga vestică, Mlaștini împădurite.
La baza desemnării sitului se află un număr nedeclarat de specii protejate.